# Numia
Numia là một chi bướm đêm thuộc họ Geometridae.